# Steven S. DeKnight
Ne doit pas être confondu avec Steven Knight.
Steven S. DeKnight, né à Millville dans le New Jersey, est un producteur, scénariste et réalisateur américain.

## Biographie
Il a écrit 5 scénarios pour Buffy contre les vampires en 2001 et 2002 et été coproducteur sur la série Angel, dont il a aussi scénarisé 12 épisodes, de 2002 à 2004. Il a ensuite été coproducteur délégué sur Smallville de 2004 à 2007 et a également été le scénariste de 15 épisodes de cette même série.
En 2010, il crée la série télévisée Spartacus, ainsi que sa préquelle, Spartacus : Les Dieux de l'arène, dont il est également scénariste et producteur délégué. Cette série historique, orientée action et adulte, s'arrête en 2013, au bout de trois saisons.
En 2014, il est nommé au poste de show runner de la série de super-héros Daredevil, en remplacement de Drew Goddard. Malgré le succès critique de la série, il part au bout de la première saison, en laissant l'ancien scénariste de Buffy contre les vampires, Douglas Petrie, co-diriger la suite.
Il est en effet pressenti pour mettre en scène le blockbuster Sinister Six, film dérivé de The Amazing Spider-Man, sur un scénario de Drew Goddard. Mais le projet est avorté à la suite de l'échec critique et commercial de la stratégie du studio. Il intègre donc la large salle d'écriture constituée pour présider au destin de la saga de blockbusters d'action Transformers. Il est engagé en février 2016 pour être le réalisateur du film Pacific Rim: Uprising, prévu pour 2018, la suite de Pacific Rim.
DeKnight est annoncé en tant que scénariste sur l'ouvrage collectif King Size Conan.

## Filmographie

### en tant que réalisateur

#### Télévision
- 2003 - 2004 : Angel (3 épisodes : L'Horreur sans nom, Au bord du gouffre et Coquilles)
- 2005 - 2007 : Smallville (saison 4 épisode 20, saison 6 épisode 11)
- 2009 : Dollhouse (saison 1 épisode 2)
- 2015 : Daredevil (saison 1 épisode 13)
- 2021 : Jupiter's Legacy (série TV)

#### Cinéma
- 2018 : Pacific Rim Uprising

### en tant que scénariste

#### Télévision
- 1999 - 2001 : Undressed (28 épisodes)
- 2001 - 2002 : Buffy contre les vampires (5 épisodes : La Clé, La Spirale, Baiser mortel, Esclave des sens et Rouge passion)
- 2002 - 2004 : Angel (12 épisodes : Dans les abysses, Le Déluge de feu, L'Éveil, La Grande Menace, Libération, L'Horreur sans nom, Au bord du gouffre, Destin, Folle, Le Sous-marin, Coquilles et La Fille en question)
- 2004 - 2007 : Smallville (15 épisodes)
- 2009 : Dollhouse (saison 1 épisode 2)
- 2010 : Spartacus : Le Sang des gladiateurs (créateur, épisodes 1, 2, 7 et 13)
- 2011 : Spartacus : Les Dieux de l'arène (créateur, épisodes 1 et 6)
- 2012 : Spartacus : Vengeance (créateur, épisodes 1 et 10)
- 2013 : Spartacus : La Guerre des damnés (créateur, épisodes 1 et 10)
- 2015 : Daredevil (3 épisodes) (également show runner)
- 2021 : Jupiter's Legacy (créateur)

#### Cinéma
- 2018 : Pacific Rim Uprising